# How Many Lies?
How Many Lies? is een nummer van de Britse band Spandau Ballet uit 1987. Het is de derde en laatste single van hun vijfde studioalbum Through the Barricades.
"How Many Lies?" is een protestlied tegen Margaret Thatcher. In de tekst beticht de band hun toenmalige premier ervan de waarheid geweld aan te doen. Het nummer werd een bescheiden hit in een paar Europese landen. In thuisland het Verenigd Koninkrijk bereikte het de 25e positie, en in zowel de Nederlandse Top 40 als de Vlaamse Radio 2 Top 30 werd de 25e positie gehaald.